# 相葉香凛
相葉 香凛（あいば かりん、1993年6月17日 - ）は、日本の元女優、モデル。千葉県出身。スターダストプロモーションに所属していた。

## 来歴・人物
2008年、スターダストプロモーションにスカウトされてドラマ『東京少女 岡本杏理』でデビュー。同年12月、雑誌『別冊マーガレット』にて2009年「別マ☆ガールズオーディション」準グランプリ受賞。
2010年10月、映画『書道♡ガールズ 青い青い空』で初主演を果たす。また、雑誌『non-no』の「ノンノモデルオーディション2010」最終候補者に選ばれる。
2015年2月よりオランダに1年間留学。留学期間はほぼ活動を休止していたが、千葉銀行イメージキャラクターのポスター撮影で5月に一時帰国していた。
3姉妹の三女。趣味はソフトテニス。特技はソフトテニス、バスケットボール。好きな芸人は我が家で、中でも谷田部が好きらしい。

## 出演

### 映画
- 青い青い空（2010年10月9日、「青い青い空」制作委員会） - 主演・住田真子 役

### テレビドラマ
- 東京少女岡本杏理 「〜旅の途中〜 前編」（2008年8月23日、BS-i） - アイ 役
- 25分 私が初めて創ったドラマ 「ウラ声ボーイズ」（2009年12月21日、NHK BShi）
- チーム・バチスタ2 ジェネラル・ルージュの凱旋 第6・11話（2010年5月11日・6月15日、関西テレビ） - 和泉遥（幼少期） 役
- LADY〜最後の犯罪プロファイル〜（2011年1月7日 - 3月25日、TBS） - 香月翔子（高校時代） 役
- 遠い日のゆくえ（2011年3月13日、WOWOW） - 今西春奈 役
- ANOTHER GANTZ（2011年4月22日、日本テレビ）
- 京都地検の女 第7シリーズ 第1話（2011年7月7日、テレビ朝日） - 春川望 役
- 造花の蜜（2011年11月27日 - 12月18日、WOWOW） - 蘭（幼少期） 役
- 深夜も踊る大捜査線 THE FINAL（2012年9月3日 - 4日、フジテレビ） - みなこ 役
- レジデント〜5人の研修医 第3話（2012年11月1日、TBS） - 河野リカ 役
- LAST HOPE 第2・最終話（2013年1月22日・3月26日、フジテレビ） - 波多野佑香 役
- セーラーゾンビ（2014年4月18日 - 7月18日、テレビ東京） - 中嶋 役
- トクソウ 第4話 - 最終話（2014年6月1日 - 8日、WOWOW） - 桜井智子（大学生時代） 役

### ラジオドラマ
- 幕末三姉妹（2010年11月7日 - 2011年4月24日、ニッポン放送） - 凛姫（次女） 役

### DVD・配信
- TRAP〜僕らはそのわなにかからない〜 第1・4話（2010年11月、警視庁）[5]
- もうひとつの境遇 第1話（2011年9月20日、境遇WEBページ） - 珠美 役
- 賃走談-1号車- 「歪み」（2014年6月18日、SDP）

### バラエティ
- 中居正広の金曜日のスマたちへ  - 再現ドラマ
  - 「映画監督 河瀬直美」（2009年6月26日、TBS）
  - 「筆談ホステス 斉藤里恵」（2009年8月7日、TBS） - 斉藤里恵（中学時代） 役
  - 「フジコ・ヘミング」（2010年10月1日、TBS） - フジコ・ヘミング（高校時代） 役

### CM
- 大正製薬 ヴイックス・メディケイテッド ドロップ（2009年）[6]
- アサヒフードアンドヘルスケア ミンティア（2010年 - 2011年） - MINTIAガールズ
- エステー ムシューダ（2010年）[7]
- スパイク 「ダンガンロンパ 希望の学園と絶望の高校生」（2010年）[8]
- カービュー みんカラ（2010年10月 - ）[9][10]
- モスフードサービス モスバーガー（2013年）
- 三基商事 ミキプルーン（2014年4月 - ）
- 千葉銀行（2014年7月 - ）[11][12]

### 広告
- 中萬学院（2008年）
- JTB（2010年）
- 尾崎商事 ELLE ECOLE（2011年） - イメージキャラクター
- 全国消防協会 平成24年春の火災予防運動用ポスター（2012年）

### PV
- FUNKY MONKEY BABYS 「明日へ」（2009年11月18日）
- 西野カナ
  - 「Dear…」（2009年12月2日）
  - 「Best Friend」（2010年2月24日）
- 平井堅「アイシテル」（2010年11月10日）
- GRANRODEO 「変幻自在のマジカルスター」（2014年2月12日）
- フジファブリック 「ブルー」（2014年7月30日）